# Diplocephalus uliginosus
Diplocephalus uliginosus är en spindelart som beskrevs av Kirill Yeskov 1988. Diplocephalus uliginosus ingår i släktet Diplocephalus och familjen täckvävarspindlar. Inga underarter finns listade i Catalogue of Life.